# Ultramicroanàlisi
Mitjançant l'anàlisi química qualitativa s'intenta determinar la presència de determinades espècies químiques en una mostra, com així també obtenir una primera aproximació sobre les quantitats relatives de cada espècie identificada. Aquesta informació servirà d'orientació per a definir el tipus de mètode a utilitzar en l'anàlisi quantitativa, que és el que donarà la informació més completa.
La ultramicroanàlisi és un tipus d'anàlisi utilitzada en mostres de menys de 0,0001 g.

## Exemple

### Ultramicroanàlisi per la quantificació d'antigen carcinoembrionari a sèrum
En l'experiment es reporta el desenvolupament d'un Ultramicroelisa tipus sandvitx utilitzant anticossos monoclonals i policlonals dirigits contra L'antigen carcinoembrionari (CEA). El límit de detecció de l'assaig és de 600 pg / ml de CEA ensuero humà i té tres passos d'incubacion que poden realitzar-se en dos dies. L'anticòs monoclonal ior-CEA1 específic per a aquest antigen s'utilitza com anticòs de recobriment en plaques de polivinil, a les quals es afegeixen posteriorment les mostres de sèrum humà. El CEA unit es detecta afegint anticossos policlonals anti CEA obtinguts a moltó i marcats amb beta-galactosidasa. El color desenvolupat esproporcional a la quantitat de CEA present en les mostres. Es reporten algunes característiques de l'assaig com són variació intra (5,7%) i interassaig (9,4%), estudis de dilució, prova de paral·lelisme i exactitud (105% de recobrat). Un coeficient de correlació r = 0,9892 va ser trobat en comparar el present sistema amb l'assaig ENZELSA per la quantificació de CEA de la companyia CIS (Gif-Sud-Yvette, França). A més, la corba de calibratge va ser comparada amb el patró de l'Institut Nacional de Patrons Biològics i Control (NIBSC, Londres, Anglaterra), mostrant un comportament molt semblant. Es van assajar mostres provinents de població normal adulta (n = 14.459) obtenint un valor mitjà de 3 ng / ml. Per al grup de pacients amb càncer de còlon i recte (n = 21) el valor mitjà va ser de 59 ng / ml.